# Höstkåtatjärnen (Arvidsjaurs socken, Lappland, 727760-166370)
Höstkåtatjärnen är en sjö i Arvidsjaurs kommun i Lappland och ingår i Byskeälvens huvudavrinningsområde. Sjön har en area på 0,292 kvadratkilometer och ligger 366,1 meter över havet. Höstkåtatjärnen ligger i Byskeälven Natura 2000-område.

## Delavrinningsområde
Höstkåtatjärnen ingår i det delavrinningsområde (727629-166340) som SMHI kallar för Utloppet av Kilver. Medelhöjden är 379 meter över havet och ytan är 12,01 kvadratkilometer. Räknas de 91 avrinningsområdena uppströms in blir den ackumulerade arean 1 417,25 kvadratkilometer. Avrinningsområdets utflöde Byskeälven mynnar i havet. Avrinningsområdet består mestadels av skog (63 procent) och sankmarker (12 procent). Avrinningsområdet har 2,1 kvadratkilometer vattenytor vilket ger det en sjöprocent på 17,4 procent.